# Регулярное начертание

Bembo — это прямой светлый шрифт (показан с курсивом), созданный в 1928 году на основе штампов, вырезанных Франческо Гриффо в 1494 году.

Регулярное начертание (англ. Roman type, букв. романский шрифт) — в типографике латиницы прямой светлый шрифт является одним из трёх основных видов исторического латинского начертания, наряду с готическим письмом и курсивом. Иногда это начертание называют обычным (англ. Normal) или регулярным (англ. Regular). Он отличается от этих двух начертаний своим прямым элементами (относительно курсива, вдохновленного каллиграфией) и простотой (относительно готического шрифта).
В эпоху раннего Возрождения прямой римский шрифт (в форме антиквы) и курсивный шрифт использовались раздельно. Сегодня прямой и курсивный шрифты смешиваются, и большинство гарнитур состоят как из прямого начертания, так и из связанного с ним курсивного или наклонного начертания.
Регулярное начертание перешло в кириллицу с переходом на гражданский шрифт в 1708 году. По замыслу Петра I печатный полуустав был сохранён для набора церковных книг, чтобы отделить эти издания от светских и избежать раздоров с церковью после шрифтовой реформы. Для светских книг, научной литературы и других изданий Пётр ввёл новый шрифт, приближенный к латинице, который позднее получил название гражданского.

## История
Латинский прямой шрифт был создан по образцу европейского стиля рукописных переписчиков XV века, основанного на сочетании римских капителей, использовавшихся в Древнем Риме, с минускулами эпохи Каролингов .
Ранние римские шрифты имеют разнообразные рисунки, например, напоминающие то, что сейчас можно было бы назвать готической вязью. Печатники и шрифтолитейщики, такие как Николас Йенсон и Альд Мануций в Венеции, а позднее Роберт Этьенн во Франции, к 1530-м годам систематизировали современные характеристики римского шрифта, например, букву «h» с почти прямой правой ножкой, засечки на внешней стороне заглавных букв «M» и «N», а также букву «e» с ровным поперечным штрихом.  

## Использовать сегодня
Популярные латинские шрифты включают Bembo, Baskerville, Caslon, Jenson, Times New Roman и Garamond.
Название «роман» обычно употребляется с маленькой буквы, что отличает ранние итальянские шрифты эпохи Возрождения.

## Внешние ссылки
- Определение термина «roman» в Викисловаре